# 좋은 남자 좋은 여자
《좋은 남자 좋은 여자》는 1995년 4월 3일부터 1995년 9월 15일까지 방송되었던 KBS 2TV 일일 드라마였다.

## 기획 의도
여성의 아름다움을 가꾸는 대표적인 두 곳, 성형외과와 미용실에서 한 여자와 세 남자가 맞부닥뜨리면서 벌어지는 이야기를 다룬 드라마로 병원 안내원 강연주가 결혼 상대자를 구하는 과정에서 참다운 신세대 여성의 가치관을 보여준다.

## 등장 인물
- 염정아 : 강연주 역[3]

전문대를 졸업하고 성형외과 안내 데스크로 일하는 여자. 차분하고 옹골찬 성격으로 메이크업 아티스트가 꿈이다. 영걸, 학수, 덕신 세 남자와 엮인다. 학수와 사귀나 학수 어머니에게 심한 모욕을 당하고 결국 학수와 헤어지고 덕신과 결혼을 결심한다.
- 김정균 : 김영걸 역

성형외과 수련의. 즉흥적이며 자기 중심적인 로맨티스트. 연주를 짝사랑하나 강자와 결혼한다.
- 박철 : 이학수 역

연주와 맞선을 본 계약회사 연구원. 빈틈 없는 정확한 성격의 소유자. 연주를 사랑하여 결혼하려 하지만 어머니의 반대로 무산된다.
- 김성일 : 민덕신 역

성신의 이복형제. 사랑에 한해서만은 순정파. 장사를 하지만 망해서 노숙을 하는 등 고초를 겪는다. 학수와의 연애로 힘들어하는 연주에게 사랑을 고백한다.
- 노현희 : 이미영 역

불같은 개성의 소유자. 집안이 몰락한 후 카페에서 피아노를 치며 살아간다. 대호에게 호감을 느낀다.
- 노주현 : 민성신 역

성형외과 병원장으로 덕신의 이복형. 유정과 불륜에 빠진다.
- 김영란 : 은자 역

성신의 부인. 남편의 불륜으로 이혼을 결심한다.
- 연규진 : 김대호 역

성신의 친구로 아내 윤경과 사사건건 싸우는 남편. 가게 운영 중 부도의 위기를 맞지만 덕신과 사업을 시작한다.
- 이혜숙 : 최윤경 역

강연주의 외사촌언니이자 대호의 부인. 생활에 쪼들리자 갈비집에서 일한다. 남편과 미영의 사이를 잠시 오해한다.
- 박영선 : 유정 역

미모의 여자 MC이자 성신의 내연녀.
- 김지영 : 유강자 역

성신의 성형외과 간호사이자 연주의 선배. 시원한 성격으로 영걸에게 애정을 표현하다 결혼하게 된다.
- 김을동 : 학수 모 역

아들을 금쪽같이 여기는 엄마. 아들에게 높임말을 쓴다. 며느리감으로 연주를 탐탁지 않게 여긴다.
- 양미경
- 권해효
- 음정희
- 진재영
- 윤손하
- 송윤아
- 박상아
- 김성수
- 김광필
- 차태현
- 이형철
- 하다솜
- 김병세
- 윤희정 : 민지영 역(민성신 딸)

## 결방
- 1995년 9월 5일 : 7시 50분부터 특집 권투 WBA 플라이급 <최희용 VS 야마구치 게이지> 중계 편성 때문에[4] <뉴스비전>은 8시에서 7시 30분, <여러분 잠깐만>은 8시 25분에서 8시 30분으로 이동했으며 이 때문에 결방

## 참고 사항
- SBS 주말 드라마 《일과 사랑》에서 중도 하차한 뒤 한동안 방송 출연을 중단하고 미국에 체류했던 노주현의 안방극장 복귀작이었다.[5]
- 노현희가 맡았던 이미영 역은 당초 우희진이 낙점됐으나 배역에 불만을 품고 잠적해버렸고[6] KBS 측은 MBC, SBS 등 다른 방송사에 우희진 캐스팅 금지를 요청했다.
- 성형외과 의사인 유부남 민성신(노주현 분)이 우연히 방송에 출연했다가 미모의 여자 MC 유정(박영선 분)과 불륜 행각을 벌이는 내용을 내보냈고 MC와 불륜에 빠지는 과정 자체의 필연성이 떨어진다는 지적을 받았다.[7]
- 김지영이 맡은 유강자 역은 당초 '영걸을 따라다니며 사사건건 미움만 사는 여자'로 설정되었으나, 김지영의 좋은 연기로 영걸과 결혼까지 하는 캐릭터로 수정되었다.[8]
- 《사랑은 못말려》 이후 이어진 KBS 2TV 일일 드라마의 슬럼프를 만회하기 위해 이 드라마의 담당 PD 한정희를 연출자로 내세웠는데, 《사랑은 못말려》에서 그랬던 것처럼 뒤틀린 가족관계[9] 등의 억지 설정으로 비판을 받았다.
- 1995년 7월 10일부터 1995년 9월 14일까지 같은 시간대(월~목 오후 9시 20분)에 방송된 SBS 일일 시트콤 《LA아리랑》과 경쟁하였는데 이 때문에 시청률이 갈수록 떨어졌다.